# Cañón M197
El M197 es un cañón rotativo de tres cañones, accionado eléctricamente y empleado por las Fuerzas Armadas de los Estados Unidos.

## Desarrollo
El cañón rotativo M197 fue principalmente desarrollado para emplearse en los helicópteros artillados del Ejército de los Estados Unidos. Su desarrollo se inició en 1967, después que las experiencias en la Guerra de Vietnam revelaron lo inadeacuado de la Minigun de 7,62 mm como arma para helicópteros artillados. El M197 es esencialmente una versión aligerada del cañón rotativo M61 Vulcan, con tres cañones en lugar de seis. Su cadencia de disparo máxima es un cuarto de la del Vulcan, principalmente para limitar su retroceso y poder ser empleado a bordo de aviones ligeros y helicópteros. Emplea la misma munición de 20 mm de las series M50 y PGU que el Vulcan.

## Historia
El M197 entró en servicio con los últimos modelos del Bell AH-1 Cobra, empleando tanto el subsistema de armamento M97 como el A/A49E-7, además de ser instalado en una torreta ventral a bordo de los YOV-10D Bronco NOGS del Cuerpo de Marines de los Estados Unidos. También fue la base del contenedor de armamento GPU-2/A, que lleva dentro el cañón, su motor eléctrico, una batería y un tambor de 300 proyectiles sueltos.
En el helicóptero Cobra, el cañón es suministrado con un portacintas para una cinta de 700 proyectiles, incluyendo sistemas de alimentación de 750 proyectiles. Tiene una cadencia de 730±50 disparos/minuto. La práctica estándar es de disparar el cañón en ráfagas de 30 o 50 proyectiles. Al ser disparado en ráfagas más largas mientras el helicóptero está revoloteando, su retroceso es suficiente para alterar los controles del helicóptero y empujarlo.
El M197 continúa siendo empleado a bordo de los más recientes helicópteros artillados AH-1W Cobra y AH-1Z Viper. A pesar de que el motor de los cañones rotativos es bastante fiable en teoría, su mecanismo de alimentación fue lo contrario: inicialmente los pilotos del Cuerpo de Marines reportaban una tasa alarmantemente alta de atascos (a veces mayor al 30%). El Cuerpo de Marines y el fabricante estaban al tanto del problema, por lo que en 2011 se incorporó en los AH-1W Cobra y AH-1Z Viper un sistema de alimentación con proyectiles sueltos desarrollado por la Meggit Defense Systems. El sistema es capaz de contener 650±3 proyectiles en su unidad de almacenaje, con aproximadamente 40 proyectiles en la manga de alimentación.
El M197 también está montado en una barbeta del helicóptero de ataque italiano AgustaWestland AW129 Mangusta, con 500 proyectiles.
El XM301 era un M197 mejorado, destinado a ser el cañón del cancelado helicóptero RAH-66 Comanche.
Irán afirma haber derribado un caza irakí Mikoyan-Gurevich MiG-21 el 14 de febrero de 1986, durante la Guerra Irán-Irak, empleando el cañón M197 instalado a bordo de sus helicópteros AH-1J International. El cañón también fue empleado durante los combates entre los AH-1J iraníes y los helicópteros irakíes (por lo general Mil Mi-24 y Aérospatiale Gazelle).

## Munición
| Designación | Tipo                                         | Peso del proyectil [g] | Carga explosiva [g]                                                        | Velocidad de boca [m/s] | Descripción |
| ----------- | -------------------------------------------- | ---------------------- | -------------------------------------------------------------------------- | ----------------------- | --- |
| M53         | Antiblindaje incendiaria                     | ?                      | 4,2 g de mezcla incendiaria                                                | 1.030                   | Penetra 6,3 mm de BHL a 0° y a una distancia de 1.000 m. |
| M56A3/A4    | Alto poder explosivo incendiaria             | 102                    | 9 g de explosivo de alto poder (RDX/cera/Al) y 1,5 g de mezcla incendiaria | 1.030                   | Proyectil con espoleta en su punta, no trazador. Causa bajas a soldados sin protección en un radio efectivo de 2 m, lanzando esquirlas hasta 20 m. Penetra 12,5 mm de BHL a 0° y a una distancia de 100 m.                                                                                           |
| M242        | Alto poder explosivo trazadora               | ?                      | ?                                                                          | ?                       | Similar a la serie de proyectiles M56 de alto poder explosivo incendiarios, pero con un elemento trazador. |
| M246        | Alto poder explosivo trazadora               | 102                    | 8 g de explosivo de alto poder                                             | ?                       | Proyectil con espoleta en su punta, disparado por el cañón antiaéreo M168. Se autodestruye después de 3 a 7 segundos debido a la combustión del elemento trazador. |
| M940        | Trazadora multipropósito con autodestrucción | 105                    | 9 g de A-4/RDX/cera                                                        | 1.050                   | Proyectil multipropósito sin espoleta, su carga explosiva es detonada por la carga incendiaria de su punta al impactar. Se autodestruye por la combustión del elemento trazador. Penetra 12,5 mm de BHL a 0° y a una distancia de 518 m, o 6,3 mm de BHL inclinado a 60° y a una distancia de 940 m. |

## Aeronaves armadas con el M197
- AgustaWestland AW129 Mangusta
- Bell AH-1 Cobra
- Bell 309 KingCobra (prototipo)
- Bell AH-1 SuperCobra
- Bell AH-1Z Viper
- North American Rockwell OV-10 Bronco